# جوردي بالك
جوردي بالك (بالهولندية: Jordi Balk)‏ هو لاعب كرة قدم هولندي في مركز الدفاع، ولد في 26 أبريل 1994 في Cothen ‏ في هولندا. لعب مع توب أوس ونادي روس كاونتي.

## وصلات خارجية
- جوردي بالك على موقع قاعدة بيانات كرة القدم.إي يو (الإنجليزية)
- جوردي بالك على موقع Soccerbase.com (لاعب) (الإنجليزية)
- جوردي بالك على موقع Soccerway.com (الإنجليزية)
- جوردي بالك على موقع عالم كرة القدم.نت (الإنجليزية)